# Fabian Bacher
Fabian Bacher (Vipiteno, 18 febbraio 1993) è un ex sciatore alpino italiano.

## Biografia
Slalomista puro originario di Racines e attivo in gare FIS dal novembre del 2008, Bacher ha esordito in Coppa Europa il 15 dicembre 2010 a Obereggen, non concludendo la gara, e in Coppa del Mondo il 24 gennaio 2016 a Kitzbühel, uscendo nel corso della prima manche. Il 13 gennaio 2019 ha colto ad Adelboden il miglior piazzamento in Coppa del Mondo (24º) e si è ritirato al termine della stagione 2019-2020; ha preso per l'ultima volta il via in Coppa del Mondo il 12 gennaio ad Adelboden, senza completare la prova, mentre la sua ultima gara è stata uno slalom speciale FIS disputato il 5 marzo a Folgaria, non completato da Bacher. Non ha preso parte a rassegne olimpiche o iridate.

## Palmarès

### Coppa del Mondo
- Miglior piazzamento in classifica generale: 142º nel 2019

### Coppa Europa
- Miglior piazzamento in classifica generale: 73º nel 2019

### South American Cup
- Miglior piazzamento in classifica generale: 44º nel 2019
- 1 podio:
  - 1 secondo posto

### Far East Cup
- Miglior piazzamento in classifica generale: 74º nel 2018
- 1 podio:
  - 1 secondo posto

### Campionati italiani
- 2 medaglie:
  - 2 argenti (slalom speciale nel 2018; slalom speciale nel 2019)